# Совенко Василь Володимирович
Васи́ль Володи́мирович Сове́нко (народився 1888 в селі Саксагань Верхньодніпровського повіту Катеринославської губернії, дата і місце смерті невідомі) — учасник українських визвольних змагань, політичний референт УНР «при Запорізькому війську», старшина, лицар ордена Залізного хреста.

## Життєпис
Закінчив землемірні курси в Катеринославі.
1917 бере участь в українізації російських частин.
Від жовтня 1917 в штабі Генерального секретаря військових справ ЦР.
У березні 1918 — повітовий комендант на Катеринославщині.
З січня 1919 у штабі командувача однієї з армійських груп.
У травні 1919 відряджений до Центральної України для організації повстанських відділів.
6 грудня 1919 призначений політичним референтом «при Запорозькому війську».
Працював комісаром уряду в 1-й Запорозькій дивізії.
З 1922 — при Цивільному управлінні штабу «N-ю групою Партизанського-Повстанського війська».
З серпня 1922 в резерві старшин МВС.
Закінчив курси в Подебрадах (Чехословаччина), стає студентом академії.
Диплом інженера-економіста отримав 17 грудня 1927. Подальша доля невідома.

## Доповідь Симону Петлюрі
У Вінниці 4 червня 1920 року написав «Доклад Головному Отаману Військ Української Народної Республіки Симону Петлюрі та Голові Ради Народніх Міністрів» — важливому джерелу до історії Першого зимового походу Армії УНР. Цю доповідь опублікував ад'ютант Симона Петлюри Олександр Доценко у своїй знаменитій книзі «Зимовий похід».

## Відзнаки
Нагороджений орденом Залізного Хреста та Хрестом Симона Петлюри.